# Zee Mundo
Zee Mundo es un canal de televisión por suscripción internacional de origen indio que transmite películas de Bollywood en español las 24 horas. Es parte de Essel Group.
Lanzado en septiembre de 2016, Zee Mundo presenta películas en HD de Bollywood al público latino, dobladas en español.
Los más de 3800 títulos de Zee Entertainment incluyen una amplia gama de géneros, como acción, romance, suspenso, drama y comedia.
Zee Mundo está disponible dentro de Estados Unidos en DISH Latino, Sling Latino y VEMOX.
El canal salió del aire en algunas operadoras de televisión el 1 de mayo de 2021.
A partir del 20 de mayo de 2021 es retirado de la operadora satelital Sky.
El 15 de diciembre de 2021, Zee Mundo es retirado de la cableoperadora Movistar TV en Perú.

## Señales
- Señal América: señal centrada para todos los países americanos, sus horarios de referencia son los de Nueva York (UTC-5/-4), Los Ángeles (UTC-8/-7), Ciudad de México (UTC-6), Bogotá (UTC-5) y Buenos Aires (UTC-3).